# Rio Branco do Sul (ort)
Rio Branco do Sul är en ort i Brasilien.   Den ligger i kommunen Rio Branco do Sul och delstaten Paraná, i den södra delen av landet, 1 100 km söder om huvudstaden Brasília. Rio Branco do Sul ligger 901 meter över havet och antalet invånare är 26 441.
Terrängen runt Rio Branco do Sul är kuperad åt nordväst, men åt sydost är den platt. Runt Rio Branco do Sul är det mycket tätbefolkat, med 1 135 invånare per kvadratkilometer.. Närmaste större samhälle är Colombo, 14,5 km sydost om Rio Branco do Sul.
I omgivningarna runt Rio Branco do Sul växer i huvudsak städsegrön lövskog.